# Alliance du nouveau citoyen

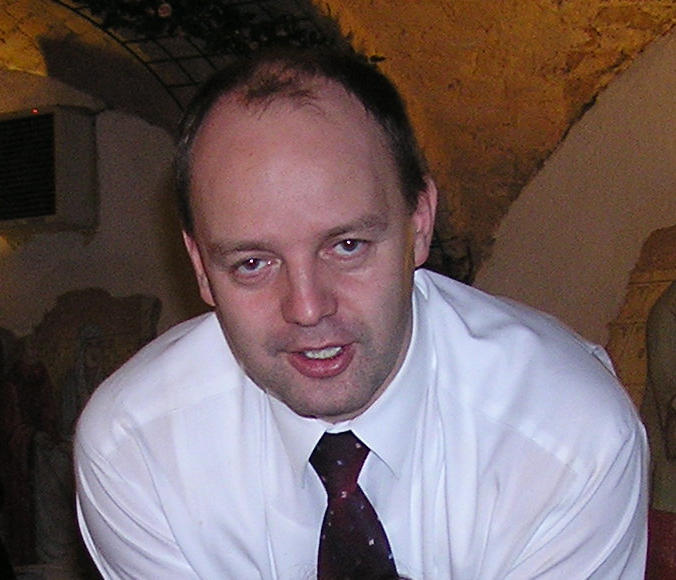
Pavol Rusko.

Pour les articles homonymes, voir ANO.
L'Alliance du nouveau citoyen (en slovaque : Aliancia Nového Občana), en abrégé ANO (mot qui signifie « oui » en slovaque), est un parti politique slovaque, membre du Parti européen des libéraux, démocrates et réformateurs. 
Créé en 2001 par Pavol Rusko, le fondateur et principal dirigeant de la plus importante station de télévision privée Markíza, qui l'a présidée jusqu'en 2007, il a été représenté au parlement de 2002 à 2006 et a fait partie de la majorité gouvernementale de centre droit de 2003 à 2005, son président étant vice-président du gouvernement et ministre de l'économie.
Il a ensuite changé de nom à plusieurs reprises : Parti de la parole libre de Nora Mojsejová (sk) (Strana Slobodné Slovo - Nory Mojsejovej) (2011-2013), Les Citoyens (OBČANIA) (2013-2014) puis depuis 2014 « IDEA », échouant à avoir des élus.